# 高橋みなみと朝井リョウ ヨブンのこと
『高橋みなみと朝井リョウ ヨブンのこと』（たかはしみなみとあさいリョウ ヨブンのこと）は、ニッポン放送で2017年1月1日から2021年3月28日まで放送されていたトーク番組である。

## 概要
7年3か月続いてきた『ノースリーブスの「週刊ノースリー部」』の放送枠を引き継ぎ、新しいラジオ番組として再出発するもので、高橋と朝井のペアで「面白い新番組ができるのではないか」と思ったニッポン放送が2人に対しそれぞれオファーをして、2人ともそれぞれに快諾したことで新しい番組が始まることとなった。なお、高橋と朝井は雑誌の中で対談しているものの、ラジオ番組では初めてペアを組む。放送終了後にはSoundCloudにて、本編に入りきらなかったトークを収録した『ホント ヨブンのこと』が配信されている。
タイトルにある「ヨブン」は「余分」ではなく、「余聞」（こぼれ話の意）のことである。番組内ではそれぞれリスナーのことを『チームY』、番組スタッフのことを『Northern lights』（英語でオーロラのこと）、質問メールのことを『外部からの刺激』と呼称している。
2017年、痔瘻に罹り、入院先から御見舞に来た高橋みなみとラジオを収録した回もあった

2021年3月28日の放送をもって終了。後続番組は23時台に放送していた『#みちょパラ』が30分繰り上げて移動。この番組を最後にAKB48所属時の2009年10月に開始した『ノースリーブスの「週刊ノースリー部」』から続いたニッポン放送の高橋みなみパーソナリティ担当の番組は11年半の歴史に幕を閉じることになった。

## パーソナリティ
- 高橋みなみ
- 朝井リョウ

## 過去のコーナー・メールテーマ
- 過去のコーナー
  - もしたけ（もしも私が竹内涼真だったら）
  - もしあつ（もしも私が前田敦子だったら）
  - けんてぃーみ
  - マライア・キャリーと私
  - 逮捕のコーナー
  - みなみ高橋の美味し怖い話

- 過去のメールテーマ
  - 家族旅行の思い出
  - ふと思い出した一言
  - 友達をなくした理由
  - 私から出た加虐心
  - 飛んだ話
  - 宇宙を感じた話

- 不定期コーナー
  - ラジオマジシャン回
  - ホワイトデー総選挙
  - 予防接種回

## 放送時間・ネット局
2017年1月から3月まではニッポン放送のみの放送だったが、同年4月から下記ネット局でも放送が開始された。
ネット局は番組内では「首の皮」と呼称される（首の皮があと〇枚といった形や、ネット局の総称として用いられる）。
現在のネット局
放送開始日・放送時間の早い順から記載。
| 放送対象地域   | 放送局                 | 放送期間                                        | 放送時間                  | 備考   |
| -------------- | ---------------------- | ----------------------------------------------- | ------------------------- | ------ |
| 関東広域圏     | ニッポン放送           | 2017年1月1日から                                | 日曜 22時30分から23時     | 製作局 |
| 岐阜県         | 岐阜放送（ぎふチャン） | 2017年4月2日から                                | 日曜 23時30分から24時     | 独立局 |
| 山梨県         | 山梨放送 (YBS)         | 2017年4月3日から                                | 水曜 18時15分から18時45分 |        |
| 福井県         | 福井放送 (FBC)         | 2017年4月3日から2017年9月25日 2018年4月2日から  | 日曜 22時30分から23時     |        |
| 鳥取県・島根県 | 山陰放送 (BSS)         | 2017年4月3日から2018年3月26日 2020年9月27日から | 月曜 20時から20時30分     |        |

過去のネット局
| 放送対象地域 | 放送局           | 放送期間                       | 放送時間              | 備考 |
| ------------ | ---------------- | ------------------------------ | --------------------- | ---- |
| 長野県       | 信越放送 (SBC)   | 2017年4月3日から2018年3月26日  | 月曜 21時から21時30分 |      |
| 山形県       | 山形放送 (YBC)   | 2017年4月3日から2018年3月26日  | 月曜 21時から21時30分 |      |
| 石川県       | 北陸放送 (MRO)   | 2018年10月5日から2019年3月29日 | 金曜 20時30分から21時 |      |
| 沖縄県       | ラジオ沖縄 (ROK) | 2018年10月8日から2019年9月23日 | 月曜 23時から23時30分 |      |
| 広島県       | 中国放送 (RCC)   | 2019年4月5日から2020年3月27日  | 金曜 20時30分から21時 |      |